# Distrito electoral de Du Quoin n.º 10
Du Quoin No. 10 (en inglés, Du Quoin No. 10 Precinct) es una subdivisión electoral del condado de Perry, Illinois, Estados Unidos. Según el censo de 2020, abarca una población de 915 habitantes.
En los Estados Unidos, un precinto es la unidad más pequeña en la que se dividen las circunscripciones electorales. Las unidades geográficas más grandes, como los condados o municipios, generalmente se subdividen en precintos y cada domicilio se asigna a un precinto específico. Cada precinto tiene un colegio electoral al que van a votar sus vecinos; sin embargo, más de un precinto puede utilizar el mismo local de votación. 

## Geografía
El territorio que abarca el precinto está ubicado en las coordenadas 37°59′24″N 89°10′54″O / 37.99000, -89.18167. Según la Oficina del Censo de los Estados Unidos, abarca una superficie total de 25.16 km², de la cual 24.81 km² corresponden a tierra firme y 0.35 km² es agua.

## Demografía
Según el censo de 2020, hay 915 personas residiendo en el territorio que abarca el precinto. La densidad de población es de 36.88 hab./km². El 88.20% son blancos, el 4.48% son afroamericanos, el 1.53% son asiáticos, el 3.17% son de otras razas y el 2.62% son de una mezcla de razas. El 3.83% son hispanos o latinos de cualquier raza.